# Marinas (Angra dos Reis)
Marinas é um bairro da cidade brasileira de Angra dos Reis, Rio de Janeiro. Localiza-se a menos de 5 km do centro da cidade.
O bairro tem posto de saúde próprio e também uma escola, a Escola Municipal Frei Fernando Geurtse que atende crianças até o quinto ano do ensino fundamental.
O bairro conta com um bloco carnavalesco chamado Bloco Mocidade do Marinas. A agremiação foi fundada no carnaval de 2000, porém se tornou oficial no desfile do bairro apenas em 2003. Tem como símbolo uma águia, conta com quarenta ritmistas na bateria, um carro abre-alas, duzentos foliões e a rainha da bateria que é sempre uma adolescente da comunidade. Todo ano o bloco se apresenta na Estrada do Marinas.

## Condomínios
O bairro é conhecido por ter vários condomínios, alguns de luxo.
- Condomínio Praia do Jardim I
- Condomínio Praia do Jardim II
- Condomínio Marina Moreno
- Condomínio Praia do Café
- Condomínio Marinas
- Condomínio Marinas Ponta do Cais